# Труханівська Січ
«Труханівська Січ» — агітаційний поїзд Єднання України.

## Маршрути
20 квітня 2016 року вирушив перший поїзд Єднання з Києва. Курсував через Полтаву, Харків, Бахмут, Лиман, Слов’янськ, Краматорськ, Дружківку, Костянтинівку, Лозову, Красноград.
21 травня 2016 року вирушив другий поїзд Єднання з Києва. Курсував через Рубіжне, Лисичанськ, Слов'янськ.
20 жовтня 2016 року вирушив третій поїзд Єднання з Києва. Курсував через Вінницю, Хмельницький, Кам'янець-Подільський, Тернопіль, Чернівці, Коломию, Івано-Франківськ, Львів, Самбір, Ужгород, Мукачево, Луцьк, Рівне.
12 грудня 2016 року вирушив четвертий поїзд Єднання з Києва. Курсував через Дніпро, Запоріжжя, Волноваху, Маріуполь, Бердянськ, Генічеськ, Херсон, Миколаїв, Одесу, 22 грудня повернувся до Києва. Потяг фактично став «Різдвяним», оскільки діти та військові в зоні АТО отримували подарунки від Святого Миколая у його Резиденції. В складі поїзда 9 вагонів.
9 березня 2017 року вирушив п'ятий поїзд Єднання з Києва. Курсував через Коростень, Житомир, Умань, Кропивницький, Полтаву, Харків, Суми, Глухів, Крути, Чернігів, Славутич, Яготин.
13 червня 2018 року вирушив тринадцятий поїзд Єднання з Києва. Курсував через Чортків, Львів, Хмельницький, Одесу, Слов'янськ, Сватове, Вінницю, Київ, Смілу, Миколаїв, Джарилгач.